# Ut-Napishtim
Ut-Napishtim, o anche Utnapishtim, o Ziusudra (in sumero 𒌓𒍣, UD.ZI) è un personaggio dell'Epopea di Gilgameš. Si tratta di un uomo dotato dell'immortalità, che tenta di trasmettere a Gilgameš indicandogli un'erba capace di donare "vigore eterno". Secondo la mitologia sumerica sopravvisse al diluvio universale mandato dagli dèi, costruendo a Šuruppak l'arca in cui salvò la sua famiglia e tutti gli animali.
Questo mito è alla base della vicenda di Noè: la redazione della Bibbia fu probabilmente successiva al periodo di diffusione di vari miti mesopotamici.